# Лісківська сільська рада (Новоукраїнський район)
| Лісківська сільська рада — колишній орган місцевого самоврядування у Новоукраїнському районі Кіровоградської області з адміністративним центром у с. Ліски. Сільській раді підпорядковані населені пункти: - с. Ліски - с. Козакова Балка |

## Склад ради
Рада складалася з 12 депутатів та голови.

### Керівний склад ради
| ПІБ                        | Основні відомості                                   | Дата обрання | Дата звільнення |
| -------------------------- | --------------------------------------------------- | ------------ | --------------- |
| Ніколенко Надія Миколаївна | Сільський голова, 1970 року народження, освіта вища | 25,10,2015   |                 |
|                            |                                                     |              |                 |

Примітка: таблиця складена за даними джерела

## Населення
За переписом населення України 2001 року в сільській раді мешкали 492 особи.

### Мова
Розподіл населення за рідною мовою за даними перепису 2001 року:
| Мова       | Відсоток |
| ---------- | -------- |
| українська | 95,34 %  |
| російська  | 3,04 %   |
| молдовська | 1,62 %   |